# Temporada 2023 del Campeonato del Mundo de MotoE
La temporada 2023 del Campeonato del Mundo de MotoE (conocida oficialmente como Campeonato Mundial FIM Enel MotoE 2023 por motivos de patrocinio) fue la quinta temporada de dicha competición de motos eléctricas. Este campeonato formó parte de la 75.ª temporada del Campeonato del Mundo de Motociclismo.
Después de haber sido una Copa del Mundo desde 2019 hasta 2022, 2023 vio a MotoE habiendo obtenido oficialmente el estatus de Campeonato del Mundo.

## Calendario
El 18 de octubre de 2022, Dorna y la FIM hicieron públicó el calendario provisional para 2023, el cual estará conformado por ocho rondas, todas ellas dobles.
| Ronda   | Fecha            | Gran Premio                                         | Circuito                                                    |
| ------- | ---------------- | --------------------------------------------------- | ----------------------------------------------------------- |
| 1       | 13 de mayo       | Grand Prix de France                                | Circuit Bugatti, Le Mans                                    |
| 1       | 14 de mayo       | Grand Prix de France                                | Circuit Bugatti, Le Mans                                    |
| 2       | 10 de junio      | Gran Premio d'Italia                                | Autodromo Internazionale del Mugello, Scarperia e San Piero |
| 2       | 11 de junio      | Gran Premio d'Italia                                | Autodromo Internazionale del Mugello, Scarperia e San Piero |
| 3       | 17 de junio      | Motorrad Grand Prix Deutschland                     | Sachsenring, Hohenstein-Ernstthal                           |
| 3       | 18 de junio      | Motorrad Grand Prix Deutschland                     | Sachsenring, Hohenstein-Ernstthal                           |
| 4       | 24 de junio      | TT Assen                                            | TT Circuit Assen, Assen                                     |
| 4       | 25 de junio      | TT Assen                                            | TT Circuit Assen, Assen                                     |
| 5       | 5 de agosto      | Monster Energy British Grand Prix                   | Silverstone Circuit, Silverstone                            |
| 5       | 6 de agosto      | Monster Energy British Grand Prix                   | Silverstone Circuit, Silverstone                            |
| 6       | 19 de agosto     | Motorrad Grand Prix von Österreich                  | Red Bull Ring, Spielberg                                    |
| 6       | 20 de agosto     | Motorrad Grand Prix von Österreich                  | Red Bull Ring, Spielberg                                    |
| 7       | 2 de septiembre  | Gran Premi de Catalunya                             | Circuit de Barcelona-Catalunya, Montmeló                    |
| 7       | 3 de septiembre  | Gran Premi de Catalunya                             | Circuit de Barcelona-Catalunya, Montmeló                    |
| 8       | 9 de septiembre  | Gran Premio di San Marino e della Riviera di Rimini | Misano World Circuit Marco Simoncelli, Misano Adriatico     |
| 8       | 10 de septiembre | Gran Premio di San Marino e della Riviera di Rimini | Misano World Circuit Marco Simoncelli, Misano Adriatico     |
| Fuente: |                  |                                                     |                                                             |

## Equipos y pilotos
Todos los equipos llevan como constructor a Ducati y como motocicleta a la Ducati V21L.
| Equipo                     | N.º | Piloto             | Rondas |
| -------------------------- | --- | ------------------ | ------ |
| Dynavolt Intact GP MotoE   | 3   | Randy Krummenacher | Todas  |
| Dynavolt Intact GP MotoE   | 4   | Héctor Garzó       | Todas  |
| Felo Gresini MotoE         | 11  | Matteo Ferrari     | Todas  |
| Felo Gresini MotoE         | 72  | Alessio Finello    | Todas  |
| LCR E-Team                 | 51  | Eric Granado       | 2-8    |
| LCR E-Team                 | 77  | Miquel Pons        | Todas  |
| Prettl Pramac MotoE        | 16  | Andrea Migno       | 8      |
| Prettl Pramac MotoE        | 23  | Luca Salvadori     | 1-5    |
| Prettl Pramac MotoE        | 53  | Tito Rabat         | Todas  |
| Prettl Pramac MotoE        | 99  | Oscar Gutiérrez    | 6-7    |
| Ongetta Sic58 Squadracorse | 21  | Kevin Zannoni      | Todas  |
| Ongetta Sic58 Squadracorse | 34  | Kevin Manfredi     | Todas  |
| HP Pons Los40              | 29  | Nicholas Spinelli  | Todas  |
| HP Pons Los40              | 40  | Mattia Casadei     | Todas  |
| Tech3 E-Racing             | 61  | Alessandro Zaccone | Todas  |
| Tech3 E-Racing             | 78  | Hikari Okubo       | Todas  |
| RNF MotoE Team             | 8   | Mika Pérez         | Todas  |
| RNF MotoE Team             | 9   | Andrea Mantovani   | Todas  |
| Openbank Aspar Team        | 6   | María Herrera      | Todas  |
| Openbank Aspar Team        | 81  | Jordi Torres       | Todas  |
| Fuente:                    |     |                    |        |

| Leyenda             | Leyenda |
| ------------------- | ------- |
| Piloto titular      |         |
| Piloto invitado     |         |
| Piloto de reemplazo |         |

## Resultados y Clasificación

### Resultados por Gran Premio
| Ronda | Gran Premio                     | Pole position  | Vuelta rápida      | Piloto ganador     | Equipo ganador           |
| ----- | ------------------------------- | -------------- | ------------------ | ------------------ | ------------------------ |
| 1     | Gran Premio de Francia          | Matteo Ferrari | Matteo Ferrari     | Jordi Torres       | Openbank Aspar Team      |
| 1     | Gran Premio de Francia          | Matteo Ferrari | Matteo Ferrari     | Matteo Ferrari     | Felo Gresini MotoE       |
| 2     | Gran Premio de Italia           | Matteo Ferrari | Matteo Ferrari     | Andrea Mantovani   | RNF MotoE Team           |
| 2     | Gran Premio de Italia           | Matteo Ferrari | Eric Granado       | Eric Granado       | LCR E-Team               |
| 3     | Gran Premio de Alemania         | Jordi Torres   | Héctor Garzó       | Jordi Torres       | Openbank Aspar Team      |
| 3     | Gran Premio de Alemania         | Jordi Torres   | Randy Krummenacher | Héctor Garzó       | Dynavolt Intact GP MotoE |
| 4     | Gran Premio de los Países Bajos | Jordi Torres   | Jordi Torres       | Matteo Ferrari     | Felo Gresini MotoE       |
| 4     | Gran Premio de los Países Bajos | Jordi Torres   | Mattia Casadei     | Matteo Ferrari     | Felo Gresini MotoE       |
| 5     | Gran Premio de Gran Bretaña     | Eric Granado   | Kevin Manfredi     | Randy Krummenacher | Dynavolt Intact GP MotoE |
| 5     | Gran Premio de Gran Bretaña     | Eric Granado   | Mattia Casadei     | Mattia Casadei     | HP Pons Los40            |
| 6     | Gran Premio de Austria          | Kevin Zannoni  | Mattia Casadei     | Mattia Casadei     | HP Pons Los40            |
| 6     | Gran Premio de Austria          | Kevin Zannoni  | Mattia Casadei     | Mattia Casadei     | HP Pons Los40            |
| 7     | Gran Premio de Cataluña         | Jordi Torres   | Jordi Torres       | Andrea Mantovani   | RNF MotoE Team           |
| 7     | Gran Premio de Cataluña         | Jordi Torres   | Héctor Garzó       | Mattia Casadei     | HP Pons Los40            |
| 8     | Gran Premio de San Marino       | Mattia Casadei | Héctor Garzó       | Mattia Casadei     | HP Pons Los40            |
| 8     | Gran Premio de San Marino       | Mattia Casadei | Héctor Garzó       | Nicholas Spinelli  | HP Pons Los40            |

### Campeonato de Pilotos
Sistema de puntuación
Los puntos se reparten entre los quince primeros clasificados en acabar la carrera. 
Sistema de puntuación desde 2023 en adelante:
| Posición       | 1.º | 2.º | 3.º | 4.º | 5.º | 6.º | 7.º | 8.º | 9.º | 10.º | 11.º | 12.º | 13.º | 14.º | 15.º |
| Puntos         | 25  | 20  | 16  | 13  | 11  | 10  | 9   | 8   | 7   | 6    | 5    | 4    | 3    | 2    | 1    |
| Carrera sprint | 12  | 9   | 7   | 6   | 5   | 4   | 3   | 2   | 1   |      |      |      |      |      |      |

| Pos.    | Piloto             | FRA | FRA | ITA | ITA | GER | GER | NED | NED | GBR | GBR | AUT | AUT | CAT | CAT | RSM | RSM | Pts |
| ------- | ------------------ | --- | --- | --- | --- | --- | --- | --- | --- | --- | --- | --- | --- | --- | --- | --- | --- | --- |
| 1       | Mattia Casadei     | Ret | 4   | 3   | Ret | 5   | 2   | 4   | 3   | 6   | 1   | 1   | 1   | 2   | 1   | 1   | 3   | 260 |
| 2       | Jordi Torres       | 1   | 2   | 9   | 5   | 1   | 3   | 2   | 2   | 5   | 4   | 5   | 6   | 7   | Ret | 10  | 4   | 217 |
| 3       | Matteo Ferrari     | Ret | 1   | 2   | 3   | 3   | 7   | 1   | 1   | 8   | 7   | 16  | 2   | 4   | 5   | 6   | 7   | 216 |
| 4       | Héctor Garzó       | 2   | 3   | 4   | 6   | Ret | 1   | 7   | 11  | 4   | 5   | 4   | 5   | 3   | 4   | 2   | 2   | 215 |
| 5       | Randy Krummenacher | 3   | 7   | 5   | 7   | 2   | 6   | 3   | 9   | 1   | Ret | 11  | 7   | 6   | 9   | 8   | 11  | 167 |
| 6       | Nicholas Spinelli  | Ret | 5   | Ret | 4   | 6   | 5   | 9   | 8   | Ret | 3   | 13  | 13  | 5   | 3   | 3   | 1   | 150 |
| 7       | Eric Granado       |     |     | 6   | 1   | Ret | 4   | 6   | 4   | 3   | 2   | 2   | 18  | 12  | 10  | 14  | 17  | 139 |
| 8       | Andrea Mantovani   | Ret | 6   | 1   | Ret | 9   | 10  | 5   | Ret | 10  | 6   | Ret | 9   | 1   | 2   | 16  | 5   | 138 |
| 9       | Kevin Zannoni      | 4   | 8   | 8   | 10  | 11  | 12  | 10  | 6   | 12  | Ret | 3   | 3   | 11  | 7   | 5   | 6   | 130 |
| 10      | Kevin Manfredi     | 7   | Ret | 7   | 2   | 12  | 13  | 13  | 10  | 2   | 9   | 9   | 10  | 10  | 12  | 4   | 18  | 117 |
| 11      | Alessandro Zaccone | 8   | 9   | 11  | 9   | 4   | 9   | 12  | 7   | Ret | Ret | 7   | 11  | 9   | 8   | 7   | 10  | 104 |
| 12      | Miquel Pons        | Ret | 12  | 10  | 15  | 8   | 11  | 11  | 5   | 7   | Ret | 6   | 4   | 8   | 6   | 15  | 9   | 98  |
| 13      | Hikari Okubo       | 5   | 10  | 15  | 12  | 10  | 8   | 14  | 12  | 13  | 8   | Ret | 8   | 13  | 13  | 9   | 12  | 79  |
| 14      | Tito Rabat         | 6   | 16  | 12  | 13  | 7   | 14  | 8   | Ret | 11  | Ret | 10  | 14  | EX  | Ret | Ret | 8   | 57  |
| 15      | Mika Pérez         | 11  | 14  | 16  | 8   | 13  | 15  | 17  | 14  | 9   | 10  | 8   | 15  | Ret | 14  | 11  | 13  | 53  |
| 16      | Alessio Finello    | 9   | 11  | 14  | Ret | 14  | 17  | 15  | 13  | 14  | 12  | 14  | 16  | 15  | 15  | 12  | 15  | 35  |
| 17      | Luca Salvadori     | 10  | 13  | 13  | 11  | 16  | 16  | 16  | Ret | Ret | 11  |     |     |     |     |     |     | 22  |
| 18      | María Herrera      | 12  | 15  | 17  | 14  | 15  | 18  | 18  | 15  | 15  | 13  | 15  | 17  | 16  | 16  | 13  | 16  | 17  |
| 19      | Oscar Gutiérrez    |     |     |     |     |     |     |     |     |     |     | 12  | 12  | 14  | 11  |     |     | 15  |
| 20      | Andrea Migno       |     |     |     |     |     |     |     |     |     |     |     |     |     |     | NC  | 14  | 2   |
| Pos.    | Piloto             | FRA | FRA | ITA | ITA | GER | GER | NED | NED | GBR | GBR | AUT | AUT | CAT | CAT | RSM | RSM | Pts |
| Fuente: |                    |     |     |     |     |     |     |     |     |     |     |     |     |     |     |     |     |     |

| Color     | Resultado                                                               |
| --------- | ----------------------------------------------------------------------- |
| Oro       | Ganador                                                                 |
| Plata     | 2.ª plaza                                                               |
| Bronce    | 3.ª plaza                                                               |
| Verde     | Finalizó en los puntos                                                  |
| Azul      | Finalizó sin puntos                                                     |
| Azul      | NC - No clasificado                                                     |
| Violeta   | Ret - No terminó (Carrera)                                              |
| Rojo      | DNQ - No se clasificó                                                   |
| Negro     | DSQ - Descalificado                                                     |
| Blanco    | DNS - No empezó (carrera)                                               |
| Blanco    | WD - Retirado (fin de semana)                                           |
| Blanco    | C - Carrera cancelada                                                   |
| Sin color | DNP - Inscrito pero no participó                                        |
| Sin color | INJ - Lesionado                                                         |
| Sin color | EX - Excluido                                                           |
| Estado    | Resultado                                                               |
| Negrita   | Pole position                                                           |
| Cursiva   | Vuelta rápida                                                           |
| †         | Abandona, pero clasifica al completar el porcentaje requerido para ello |

### Campeonato de Equipos
| Pos.    | Equipo                     | N.º. Moto | FRA | FRA | ITA | ITA | GER | GER | NED | NED | GBR | GBR | AUT | AUT | CAT | CAT | RSM | RSM | Ptos. |
| ------- | -------------------------- | --------- | --- | --- | --- | --- | --- | --- | --- | --- | --- | --- | --- | --- | --- | --- | --- | --- | ----- |
| 1       | HP Pons Los40              | 29        | Ret | 5   | Ret | 4   | 6   | 5   | 9   | 8   | Ret | 3   | 13  | 13  | 5   | 3   | 3   | 1   | 410   |
| 1       | HP Pons Los40              | 40        | Ret | 4   | 3   | Ret | 5   | 2   | 4   | 3   | 6   | 1   | 1   | 1   | 2   | 1   | 1   | 3   | 410   |
| 2       | Dynavolt Intact GP MotoE   | 3         | 3   | 7   | 5   | 7   | 2   | 6   | 3   | 9   | 1   | Ret | 11  | 7   | 6   | 9   | 8   | 11  | 382   |
| 2       | Dynavolt Intact GP MotoE   | 4         | 2   | 3   | 4   | 6   | Ret | 1   | 7   | 11  | 4   | 5   | 4   | 5   | 3   | 4   | 2   | 2   | 382   |
| 3       | Felo Gresini MotoE         | 11        | Ret | 1   | 2   | 3   | 3   | 7   | 1   | 1   | 8   | 7   | 16  | 2   | 4   | 5   | 6   | 7   | 251   |
| 3       | Felo Gresini MotoE         | 72        | 9   | 11  | 14  | Ret | 14  | 17  | 15  | 13  | 14  | 12  | 14  | 16  | 15  | 15  | 12  | 15  | 251   |
| 4       | Ongetta Sic58 Squadracorse | 21        | 4   | 8   | 8   | 10  | 11  | 12  | 10  | 6   | 12  | Ret | 3   | 3   | 11  | 7   | 5   | 6   | 247   |
| 4       | Ongetta Sic58 Squadracorse | 34        | 7   | Ret | 7   | 2   | 12  | 13  | 13  | 10  | 2   | 9   | 9   | 10  | 10  | 12  | 4   | 18  | 247   |
| 5       | LCR E-Team                 | 51        |     |     | 6   | 1   | Ret | 4   | 6   | 4   | 3   | 2   | 2   | 18  | 12  | 10  | 14  | 17  | 237   |
| 5       | LCR E-Team                 | 77        | Ret | 12  | 10  | 15  | 8   | 11  | 11  | 5   | 7   | Ret | 6   | 4   | 8   | 6   | 15  | 9   | 237   |
| 6       | Openbank Aspar Team        | 6         | 12  | 15  | 17  | 14  | 15  | 18  | 18  | 15  | 15  | 13  | 15  | 17  | 16  | 16  | 13  | 16  | 234   |
| 6       | Openbank Aspar Team        | 81        | 1   | 2   | 9   | 5   | 1   | 3   | 2   | 2   | 5   | 4   | 5   | 6   | 7   | Ret | 10  | 4   | 234   |
| 7       | RNF MotoE Team             | 8         | 11  | 14  | 16  | 8   | 13  | 15  | 17  | 14  | 9   | 10  | 8   | 15  | Ret | 14  | 11  | 13  | 191   |
| 7       | RNF MotoE Team             | 9         | Ret | 6   | 1   | Ret | 9   | 10  | 5   | Ret | 10  | 6   | Ret | 9   | 1   | 2   | 16  | 5   | 191   |
| 8       | Tech3 E-Racing             | 61        | 8   | 9   | 11  | 9   | 4   | 9   | 12  | 7   | Ret | Ret | 7   | 11  | 9   | 8   | 7   | 10  | 183   |
| 8       | Tech3 E-Racing             | 78        | 5   | 10  | 15  | 12  | 10  | 8   | 14  | 12  | 13  | 8   | Ret | 8   | 13  | 13  | 9   | 12  | 183   |
| 9       | Prettl Pramac MotoE        | 16        |     |     |     |     |     |     |     |     |     |     |     |     |     |     | NC  | 14  | 96    |
| 9       | Prettl Pramac MotoE        | 23        | 10  | 13  | 13  | 11  | 16  | 16  | 16  | Ret | Ret | 11  |     |     |     |     |     |     | 96    |
| 9       | Prettl Pramac MotoE        | 53        | 6   | 16  | 12  | 13  | 7   | 14  | 8   | Ret | 11  | Ret | 10  | 14  | EX  | Ret | Ret | 8   | 96    |
| 9       | Prettl Pramac MotoE        | 99        |     |     |     |     |     |     |     |     |     |     | 12  | 12  | 14  | 11  |     |     | 96    |
| Pos.    | Equipo                     | N.º. Moto | FRA | FRA | ITA | ITA | GER | GER | NED | NED | GBR | GBR | AUT | AUT | CAT | CAT | RSM | RSM | Ptos. |
| Source: |                            |           |     |     |     |     |     |     |     |     |     |     |     |     |     |     |     |     |       |